# Paweł Brożek
Paweł Łukasz Brożek (Kielce, Polonia, 21 de abril de 1983) es un exfutbolista polaco que jugaba de delantero y cuyo último equipo fue el Wisła Cracovia de la Ekstraklasa.

## Trayectoria
Paweł Brożek comenzó en el Polonia Białogon Kielce de su ciudad natal junto a su hermano gemelo Piotr. En la temporada 1998-99 ambos hermanos son traspasados al SMS Zabrze y en 1999 fichan por el Wisła Cracovia. El 8 de abril de 2001 debutaría con el club cracoviano en la Ekstraklasa, frente al Górnik Zabrze.. Marcaría su primer gol ante el Odra Wodzisław el 21 de abril del mismo año.
Entre 2001 y 2004 se marcha cedido al ŁKS Łódź y GKS Katowice. En 2012 es vendido al Trabzonspor de Turquía, disputando 19 partidos y marcando dos goles con el club turco. Es cedido en 2012 al Celtic FC, para posteriormente fichar por el Recreativo de Huelva en agosto del mismo año. Finalmente, en julio de 2013, regresaría a Cracovia para reincorporarse a las filas del Wisła.

## Selección nacional
Ha sido internacional con la selección de fútbol de Polonia, ha jugado 38 partidos internacionales y ha anotado 9 goles.

### Participaciones en Copas del Mundo
| Mundial                        | Sede     | Resultado    |
| ------------------------------ | -------- | ------------ |
| Copa Mundial de Fútbol de 2006 | Alemania | Primera fase |

### Participaciones en Eurocopas
| Eurocopa      | Sede              | Resultado    |
| ------------- | ----------------- | ------------ |
| Eurocopa 2012 | Polonia y Ucrania | Primera fase |

## Clubes
| Club                   | País    | Año       |
| ---------------------- | ------- | --------- |
| Wisła Cracovia         | Polonia | 2001-2010 |
| → ŁKS Łódź             | Polonia | 2002      |
| → GKS Katowice         | Polonia | 2004      |
| Trabzonspor            | Turquía | 2011-2012 |
| → Celtic Football Club | Escocia | 2012      |
| Recreativo de Huelva   | España  | 2012-2013 |
| Wisła Cracovia         | Polonia | 2013-2020 |

## Campeonatos nacionales
| Título                         | Club           | País    | Año                                                           |
| ------------------------------ | -------------- | ------- | ------------------------------------------------------------- |
| Ekstraklasa (7)                | Wisła Cracovia | Polonia | 2000/01, 2002/03, 2003/04, 2004/05, 2007/08, 2008/09, 2010/11 |
| Copa de Polonia (2)            | Wisła Cracovia | Polonia | 2001/02, 2002/03                                              |
| Supercopa polaca de fútbol (1) | Wisła Cracovia | Polonia | 2001                                                          |
| Copa de la liga de Polonia (1) | Wisła Cracovia | Polonia | 2000/01                                                       |
| Premier League de Escocia (1)  | Celtic Glasgow | Escocia | 2011/12                                                       |